# ベータ (マジック:ザ・ギャザリング)
ベータ（Beta）はマジック:ザ・ギャザリングのカードセット。1993年10月にアメリカで発売された。全292種類。略記はLB、LEB。
カードの形は角がアルファよりも角ばり、後のカードの原型となった。

## 代表カード
収録されているカードはほとんどアルファと同じであるため、主なカードについてはアルファの項を参照。
ベータ版で変更があったカードは以下の物である。
- アルファ版で収録されていなかったカード
  - 黒の防御円
  - Volcanic Island
- 数値などの修正があったカード
  - Cyclopean Tomb
  - Sedge Troll
  - エルフの射手
  - オーク弩弓隊
  - オークの軍旗
  - 赤霊破